# It Came From Goo Lagoon
It Came From Goo Lagoon (укр. Воно прийшло в Лагуни Гу (QTV) / Воно з В'язкої Лагуни (ПлюсПлюс)) ― 13 серія та 7 епізод 9 сезону мультсеріалу «Губка Боб Квадратні Штани». В цій серії розповідається, про те що Губку Боба та Патріка засмоктує хвиля. Та вони опиняються у лагуні Гу. Вони не вміють плавати, але їх тримає в'язка бульбашка (Супер Гу).

## Сюжет
Губка Боб та Патрік відпочивають у В'язкій Лагуні, граючись на хвилях. Раптом, одна велика хвиля їх засмоктала. Хоча вони не вміли плавати, вони не потонули, оскільки до їхнього заду прилипла липка і тягуча бульбашка. З її допомогою вони швидко дібралися до берега.
Сквідвард зробив перуку із бульбашки і був задоволений. Бульбашками Гу зацікавився Планктон, бо Сенді сказала, що вони не стійкі і можуть вибухнути. Ніхто не звертає на це уваги. Булька Гу стала популярною і мала безліч застосувань, наприклад: парасолька, м'яч та ін.
Перч Перкінс брав інтерв'ю у мешканців міста, під час якого Сенді у прямому ефірі намагалася застерегти мешканців міста, але її знову не послухали. Тим часом Планктон спустився вниз у лагуну, щоб знайти місце витоку бульбашок Гу, та використати їх. Він знайшов велику бульбашку і став її контролювати. Коли Бульбашка Гу уникнула пам'ятник Нептуну, Сенді побачила, що Планктон керує нею. Сенді та Губка Боб рятують Патріка, якого захопила бульбашка Гу, але не змогли протидіяти Планктону. Коли Планктон прилетів у Красті Крабс, він вимагав від Крабса секретну формулу, бо інакше лусне бульку.
З'являються Сенді, Губка Боб і Патрік, які надули з мильних бульбашок велику людину, що луснула. Це відносить бульку Гу у космос. Однак, вона знову повернулась. Крабс віддає формулу, але Планктон обіцянки не дотримав і луснув бульбашку. Однак, коли Планктон відлітає, у пляшці з секретним рецептом була вибухівка, яка підірвала Планктона. Оскільки у Губки Боба було багато мила, вони створили таку саму людину, яка очищувала жителів міста і приносила прибуток Крабсу.

## Дата показу у різних країнах світу
| Країна         | Телеканал          | Дата виходу в ефір |
| -------------- | ------------------ | ------------------ |
| Греція         | Nickelodeon Greece | 27 липня 2013      |
| США            | Nickelodeon        | 17 лютого 2014     |
| Росія          | Nickelodeon Росія  | 18 жовтня 2014     |
| Північна Корея | Nikel Koreia       | 3 грудня 2014      |
| Китай          | Nick HD            | 2014               |
| Південна Корея | Nick Koreia        | 2014               |
| Україна        | QTV                | 7 травня 2015      |
| Ізраїль        | Nickelodeon CEE    | 8 липня 2015       |

## Озвучування та дубляж
| Персонажі   | Актор в оригіналі | Актор в озвученні «QTV» | Актор у дубляжі студії «1+1» |
| ----------- | ----------------- | ----------------------- | ---------------------------- |
| Губка Боб   | Том Кенні         | Олександр Чмихалов      | Павло Скороходько            |
| Юджин Крабс | Кленсі Браун      | Олександр Чмихалов      | Анатолій Зіновенко           |
| Патрік      | Білл Фагербаккі   | Євген Малуха            | Максим Кондратюк             |
| Сквідвард   | Роджер Бумпас     | Євген Малуха            | Андрій Альохін               |
| Планктон    | Дуг Лоуренс       | Євген Малуха            | Андрій Альохін               |
| Сенді       | Керолін Лоуренс   | Ганна Левченко          | Катерина Брайковська         |
| Карен       | Джіл Теллей       | Ганна Левченко          | Катерина Брайковська         |

## Розробка
Серія була розроблена у 2012 році. Написана була Марком Чеккареллі, Дугом Лоуренсом, Дереком Іверсеном та Люком Брукширом. Креативним директором був Вінсент Уоллер. Аніматорами були Алан Смарт та Том Ясумі. Виконавчий продюсери - Пол Тіббіт та Сівен Хіенбег. Продюсером була Джені Моніка Хамонд.

## Реліз
Вперше серія дебютувала у Греції 27 липня 2013 року. Згодом вона вийшла у США 17 лютого 2014, а 15 жовтня того ж року вийшов DVD під назвою It Came from Goo Lagoon». Після закінчення 9 сезону, 10 жовтня 2017 року вийшов DVD під назвою «The Complete Ninth Season», який також вміщав цей епізод.

## Факти
- Це вперше, коли прем'єра серії виходить в іншій країні до виходу у США.
- Епізод інколи називають «SpongeBob vs. The Goo»[2].